# Gletsjertunnel

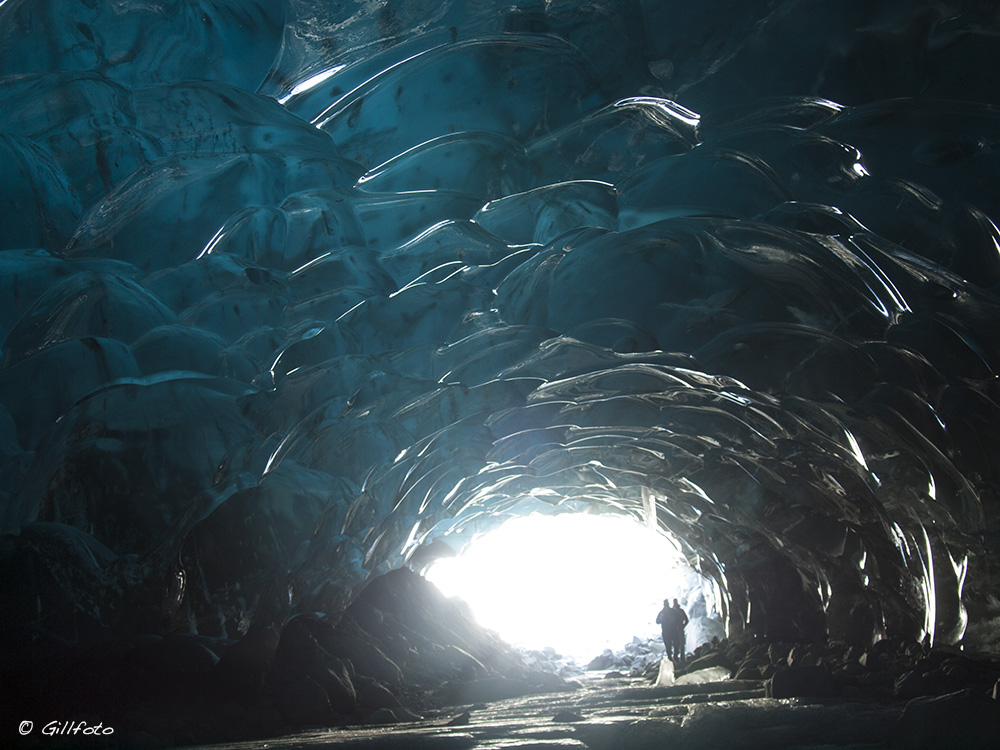
Een gletsjertunnel onder de Mendenhallgletsjer in Alaska

Een gletsjertunnel is een tunnel die onder een gletsjer door leidt. Dergelijke tunnels ontstaan van nature doordat smeltwater zich onder de gletsjer door een uitweg baant. Het smeltwater verlaat de gletsjer aan het eind van de tunnel, via een gletsjerpoort.
Als de smeltwaterrivier hard stroomt kan hij glaciaal sediment in de vorm van ijsblokken en rotsblokken meevoeren, die een erosief effect hebben, waardoor de tunnel steeds breder wordt en uiteindelijk zal instorten. Als de gletsjer verdwenen is, blijft een verhoogde richel over die bestaat uit de meegevoerde stenen. Deze richel wordt een esker genoemd.

## Kunstmatige gletsjertunnels
Soms worden kunstmatig tunnels gemaakt onder gletsjers. Het doel daarvan kan zijn om wetenschappelijk onderzoek te verrichten of ten behoeve van het toerisme. Weer een heel ander doel had de tunnel die in 2009 door de Lage Grindelwaldgletsjer werd gegraven, om ophopend smeltwater af te voeren dat dorpen onderaan de gletsjer bedreigde.